# Stazione di Mozzecane
La stazione di Mozzecane è una stazione ferroviaria della linea Verona-Modena a servizio dell'omonimo comune.

## Strutture e impianti
Il piazzale è dotato di quattro binari, di cui solo due per il servizio viaggiatori, binari con due banchine, una laterale e una a isola, senza sottopassaggio, con una passerella di collegamento sovrastante il primo binario.

## Movimento
La stazione è servita da treni regionali.